# جايسون بلوم (لاعب اللاكروس)
جايسون بلوم (بالإنجليزية: Jason Bloom)‏ هو لاعب اللاكروس أمريكي، ولد في 4 سبتمبر 1982 في كوكويتلام في كندا.